# 大興縣署
大興縣署，位于北京市东城区大兴胡同，是顺天府大兴县的衙署。

## 简介
大兴县是附郭县，大兴县署设在京城内，无县城。明朝洪武年间，大兴县署定址在后来的教忠坊界内，即如今的大兴胡同北侧。南北向的文丞相胡同在此与东西向的大兴胡同形成一个丁字路口。大兴县署正对文丞相胡同北口。
《乾隆京城全图》三排4列标示了大兴胡同，其中胡同中段路北有一组建筑，进深比较大，庭院很开阔。根据《光绪顺天府志》记载的“大兴县治，在安定门迤南教忠坊，南向”、“大门至署宅，共六层。土地祠、监狱，并在大门内”，可断定《乾隆京城全图》所画的那组建筑就是大兴县署。
大兴县署的西南面、大兴胡同南侧，有大興縣城隍廟，建于清朝同治年间。
民国二十四年（1935年），大兴县政府从这里迁往南苑大红门。中华人民共和国成立后基本确定了大兴县（今大兴区）的辖区范围。
大兴胡同的大兴县署旧址在中华人民共和国成立后被接管，成为公安部门的办公场所。后来被拆除改建为大楼，作为北京市公安局东城分局的办公楼。